# Isòtops del ferro
El ferro (Fe) natural es compon de quatre isòtops: 5.845% de 54Fe radioactiu (període de semidesintegració: >3.1×1022 anys), 91.754% de 56Fe estable, 2.119% de 57Fe estable i 0.282% de 58Fe estable.
El 60Fe és un radioisòtop extint amb un període de semidesintegració llarguíssim (2.6 milions d'anys).
La majoria dels treballs, fins recentment, sobre la mesura de la composició isotòpica del ferro s'havien centrat a determinar les variacions de 60Fe degudes a processos lligats a la nucleosíntesi (per exemple, estudis sobre els meteorits) i formació de mena. En la darrera dècada, això no obstant, els avenços en la tecnologia de l'espectrometria de masses han permès la detecció i quantificació de variacions naturals en les ràtis dels isòtops estables del ferro de minuts. La major part d'aquest treball ha estat conduït per les comunitats de ciències de la terra i de ciències planetàries, encara que han començat a emergir aplicacions en sistemes industrials i biològics.
L'isòtop 56Fe presenta un particular interès per al científics. Una concepció errònia comuna és que aquest isòtop prespresenta el nucli més estable possible, i que per tant seria impossible du a terme fissió o fusió amb 56Fe i tot i així alliberar energia. Això no és pas correcte, ja que ambdós el 62Ni i el 58Fe són molt estables, essent els nuclis més estables. Això no obstant, com el 56Fe es pot produir molt més fàcilment a partir de nuclis menys pesants en reaccions nuclears, és el punt final de cadenes de fusió dins d'estels extremadament massius i per tant, comú a l'univers, amb relació a altres metalls.
L'isòtop 57Fe s'usa àmpliament en l'espectroscòpia Mossbauer degut a la baixa variació natural en energia de 14.4keV de transició atòmica.
En fases dels meteorits Semarkona i Chervony Kut es pot trobar una correlació entre la concentració de 60Ni, el producte de desintegració del 60Fe, i l'abundància dels isòtops de ferro estables, la qual cosa evidencia l'existència de 60Fe en els temps de la formació del sistema solar. Possiblement l'energia alliberada per la desintegració del 60Fe va contribuir, juntament amb l'energia alliberada per la desintegració del radionúclid 26Al, a la refusió i diferenciació d'asteroides després de la seva formació fa 4600 milions d'anys. L'abundància del 60Ni present a material extraterrestre pot proporcionar més proves sobre l'origen del sistema solar en la seva història primerenca.

Massa atòmica estàndard: 55.845(2) u

## Taula
| Símbol del núclid | Z(p)                | N(n)                | massa isotòpica(u)  | període de semidesintegració | Espín nuclear | composició isotòpics representativa (fracció molar) | rang de variació natural (fracció molar) |
| Símbol del núclid | energia d'excitació | energia d'excitació | energia d'excitació | període de semidesintegració | Espín nuclear | composició isotòpics representativa (fracció molar) | rang de variació natural (fracció molar) |
| ----------------- | ------------------- | ------------------- | ------------------- | ---------------------------- | ------------- | --------------------------------------------------- | ---------------------------------------- |
| 45Fe              | 26                  | 19                  | 45.01458(24)#       | 4.9(15) ms [3.8(+20-8) ms]   | 3/2+#         |                                                     |                                          |
| 46Fe              | 26                  | 20                  | 46.00081(38)#       | 9(4) ms [12(+4-3) ms]        | 0+            |                                                     |                                          |
| 47Fe              | 26                  | 21                  | 46.99289(28)#       | 21.8(7) ms                   | 7/2-#         |                                                     |                                          |
| 48Fe              | 26                  | 22                  | 47.98050(8)#        | 44(7) ms                     | 0+            |                                                     |                                          |
| 49Fe              | 26                  | 23                  | 48.97361(16)#       | 70(3) ms                     | (7/2-)        |                                                     |                                          |
| 50Fe              | 26                  | 24                  | 49.96299(6)         | 155(11) ms                   | 0+            |                                                     |                                          |
| 51Fe              | 26                  | 25                  | 50.956820(16)       | 305(5) ms                    | 5/2-          |                                                     |                                          |
| 52Fe              | 26                  | 26                  | 51.948114(7)        | 8.275(8) h                   | 0+            |                                                     |                                          |
| 52mFe             | 6.81(13) MeV        | 6.81(13) MeV        | 6.81(13) MeV        | 45.9(6) s                    | (12+)#        |                                                     |                                          |
| 53Fe              | 26                  | 27                  | 52.9453079(19)      | 8.51(2) min                  | 7/2-          |                                                     |                                          |
| 53mFe             | 3040.4(3) keV       | 3040.4(3) keV       | 3040.4(3) keV       | 2.526(24) min                | 19/2-         |                                                     |                                          |
| 54Fe              | 26                  | 28                  | 53.9396105(7)       | ESTABLE [>3.1E+22 a]         | 0+            | 0.05845(35)                                         | 0.05837-0.05861                          |
| 54mFe             | 6526.9(6) keV       | 6526.9(6) keV       | 6526.9(6) keV       | 364(7) ns                    | 10+           |                                                     |                                          |
| 55Fe              | 26                  | 29                  | 54.9382934(7)       | 2.737(11) a                  | 3/2-          |                                                     |                                          |
| 56Fe              | 26                  | 30                  | 55.9349375(7)       | ESTABLE                      | 0+            | 0.91754(36)                                         | 0.91742-0.91760                          |
| 57Fe              | 26                  | 31                  | 56.9353940(7)       | ESTABLE                      | 1/2-          | 0.02119(10)                                         | 0.02116-0.02121                          |
| 58Fe              | 26                  | 32                  | 57.9332756(8)       | ESTABLE                      | 0+            | 0.00282(4)                                          | 0.00281-0.00282                          |
| 59Fe              | 26                  | 33                  | 58.9348755(8)       | 44.495(9) d                  | 3/2-          |                                                     |                                          |
| 60Fe              | 26                  | 34                  | 59.934072(4)        | 2.6E+6 a                     | 0+            |                                                     |                                          |
| 61Fe              | 26                  | 35                  | 60.936745(21)       | 5.98(6) min                  | 3/2-,5/2-     |                                                     |                                          |
| 61mFe             | 861(3) keV          | 861(3) keV          | 861(3) keV          | 250(10) ns                   | 9/2+#         |                                                     |                                          |
| 62Fe              | 26                  | 36                  | 61.936767(16)       | 68(2) s                      | 0+            |                                                     |                                          |
| 63Fe              | 26                  | 37                  | 62.94037(18)        | 6.1(6) s                     | (5/2)-        |                                                     |                                          |
| 64Fe              | 26                  | 38                  | 63.9412(3)          | 2.0(2) s                     | 0+            |                                                     |                                          |
| 65Fe              | 26                  | 39                  | 64.94538(26)        | 1.3(3) s                     | 1/2-#         |                                                     |                                          |
| 65mFe             | 364(3) keV          | 364(3) keV          | 364(3) keV          | 430(130) ns                  | (5/2-)        |                                                     |                                          |
| 66Fe              | 26                  | 40                  | 65.94678(32)        | 440(40) ms                   | 0+            |                                                     |                                          |
| 67Fe              | 26                  | 41                  | 66.95095(45)        | 394(9) ms                    | 1/2-#         |                                                     |                                          |
| 67mFe             | 367(3) keV          | 367(3) keV          | 367(3) keV          | 64(17) µs                    | (5/2-)        |                                                     |                                          |
| 68Fe              | 26                  | 42                  | 67.95370(75)        | 187(6) ms                    | 0+            |                                                     |                                          |
| 69Fe              | 26                  | 43                  | 68.95878(54)#       | 109(9) ms                    | 1/2-#         |                                                     |                                          |
| 70Fe              | 26                  | 44                  | 69.96146(64)#       | 94(17) ms                    | 0+            |                                                     |                                          |
| 71Fe              | 26                  | 45                  | 70.96672(86)#       | 30# ms [>300 ns]             | 7/2+#         |                                                     |                                          |
| 72Fe              | 26                  | 46                  | 71.96962(86)#       | 10# ms [>300 ns]             | 0+            |                                                     |                                          |